# Cytospora populina

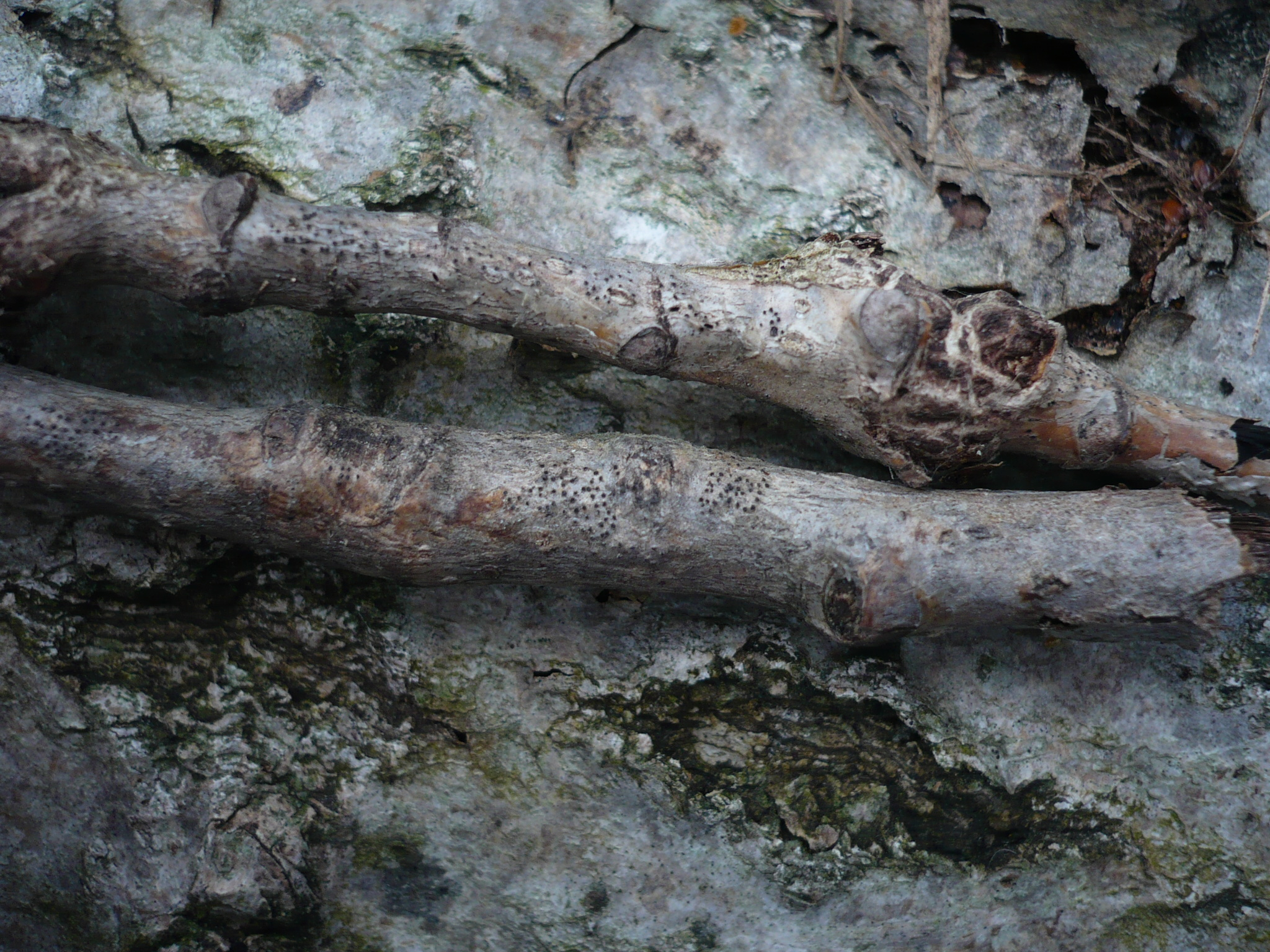

Cytospora populina (Pers.) Rabenh. – gatunek grzybów z klasy Sordariomycetes. Grzyb mikroskopijny.

## Systematyka i nazewnictwo
Pozycja w klasyfikacji według Index Fungorum: Cytospora, Valsaceae, Diaporthales, Diaporthomycetidae, Sordariomycetes, Pezizomycotina, Ascomycota, Fungi.
Po raz pierwszy opisał go w 1800 r. Christiaan Hendrik Persoon, nadając mu nazwę Sphaeria populina. Obecną, uznaną przez Index Fungorum nazwę nadał mu Gottlob Ludwig Rabenhorst w 1844 r.
Aktualna nazwa pochodzi od anamorfy. Teleomorfa Cytospora ambiens dawniej uznawana za odrębny gatunek, obecnie jest synonimem. Jest jeszcze około 70 innych synonimów.

## Morfologia i rozwój
Podkładki zanurzone w korze. Podczas wytwarzania zarodników powiększają się powodując jej pęknięcie i tworząc tzw. krążek. Wyłaniające się przez powierzchnię kory konidiomy są soczewkowate, duże, o średnicy (900–)950–1130(–1210) μm (średnio 1010 μm, n = 20). Krążek jasnoszary do czarnego, prawie płaski, okrągły do jajowatego, o średnicy (100–)110–160(–180) μm (średnio 140 μm, n = 20). Ostiole liczne, o barwie od ciemnobrązowej do czarnej, na tym samym poziomie co krążek. Czasami dolna część krążka (endostroma) jest jaśniejsza o średnicy (33,1–)33,8–47,6(–48,3) μm (średnio 42,4 μm, n = 20). W krążku ciemnobrązowe, ułożone koliście komory w kształcie kolby lub kuli, o wymiarach (220–)240–330(–370) μm (średnio 280 μm, n = 20). Worki wydłużone, jajowate (51,5–)54,7–64,4 (–66,9) × (7,5–)8,1– 13(-14,2) μm (średnio 61,5 × 11,1 μm, n = 20), 4-zarodnikowe. Askospory w dwóch rzędach, wydłużone, kiełbaskowate, cienkościenne, szkliste, bez gardzieli, jednokomórkowe (17,5–)18,9–24,3 (–25,1) × (4–)4,4–5,8 (–6,4) μm (średnio 21 × 5,2 μm, n = 50).
W hodowli tworzy anamorfy w postaci białych, płaskich, filcowatych kolonii, o jednolitej teksturze, z rzadkimi, niregularnie rozmieszczonymi konidiomami.
Jest pasożytem okolicznościowym, porażającym głównie drzewa osłabione. Zarodniki płciowe (askospory) tworzą się rzadko, grzyb tworzy głównie bezpłciowe anamorfy. Wytwarzane przez nie konidia są zlepione śluzem i tworzą wstęgi, początkowo białe, potem żółte. Przenoszone są przez wiatr, deszcz i owady. Infekują miazgę kory drzew głównie przez rany. Grzyb zimuje w postaci grzybni i zarodników w porażonej korze drzew.

## Występowanie
Cytospora populina występuje na całej półkuli północnej. W Europie występuje na większości obszaru, od Francji po północne wybrzeże Półwyspu Skandynawskiego. Brak jej w Portugalii, Hiszpanii i południowo-wschodniej części Europy. Na półkuli południowej podano tylko jedno stanowisko w Argentynie.
Saprotrof i pasożyt rozwijający się w miękiszu kory drzew, m.in. topoli (Populus), wierzb (Salix), jeden ze sprawców choroby zgorzel kory topoli. W Chinach notowana na Salix psammophila.